# NK Ankerkader 71/2 Ereklasse 2014-2015
De 73e editie van het Nederlands kampioenschap biljarten in de spelsoort Ankerkader 71/2 Ereklasse seizoen 2014-2015 werd gespeeld op 12 tot en met 14 december 2014 op 2 matchtafels te Wijchen.

## Eindstand
| NK ANKERKADER 71/2 Ereklasse 2014-2015 - EINDSTAND | NK ANKERKADER 71/2 Ereklasse 2014-2015 - EINDSTAND | NK ANKERKADER 71/2 Ereklasse 2014-2015 - EINDSTAND | NK ANKERKADER 71/2 Ereklasse 2014-2015 - EINDSTAND | NK ANKERKADER 71/2 Ereklasse 2014-2015 - EINDSTAND | NK ANKERKADER 71/2 Ereklasse 2014-2015 - EINDSTAND | NK ANKERKADER 71/2 Ereklasse 2014-2015 - EINDSTAND | NK ANKERKADER 71/2 Ereklasse 2014-2015 - EINDSTAND | NK ANKERKADER 71/2 Ereklasse 2014-2015 - EINDSTAND |
| RANG                                               | SPELER                                             | GESP                                               | PP                                                 | CAR                                                | BRT                                                | MOY                                                | PMOY                                               | HS                                                 |
| -------------------------------------------------- | -------------------------------------------------- | -------------------------------------------------- | -------------------------------------------------- | -------------------------------------------------- | -------------------------------------------------- | -------------------------------------------------- | -------------------------------------------------- | -------------------------------------------------- |
|                                                    | Michel van Silfhout                                | 7                                                  | 12                                                 | 979                                                | 44                                                 | 22,25                                              | 75,00                                              | 79                                                 |
|                                                    | Raymund Swertz                                     | 7                                                  | 9                                                  | 908                                                | 40                                                 | 22,70                                              | 75,00                                              | 103                                                |
|                                                    | Germ Bot                                           | 7                                                  | 9                                                  | 893                                                | 48                                                 | 18,60                                              | 37,50                                              | 119                                                |
| 4                                                  | Martijn Egbers                                     | 7                                                  | 8                                                  | 838                                                | 58                                                 | 14,44                                              | 30,00                                              | 72                                                 |
| 5                                                  | Micha van Bochem                                   | 7                                                  | 6                                                  | 788                                                | 32                                                 | 24,62                                              | 75,00                                              | 124                                                |
| 6                                                  | Jos Bongers                                        | 7                                                  | 6                                                  | 806                                                | 37                                                 | 21,78                                              | 30,00                                              | 105                                                |
| 7                                                  | Gert-Jan Veldhuizen                                | 7                                                  | 4                                                  | 839                                                | 46                                                 | 18,23                                              | 75,00                                              | 102                                                |
| 8                                                  | Sam van Etten                                      | 7                                                  | 2                                                  | 670                                                | 49                                                 | 13,67                                              | 25,00                                              | 55                                                 |
| TOTAAL                                             | TOTAAL                                             | TOTAAL                                             | TOTAAL                                             | 6721                                               | 354                                                | 18,98                                              | 75,00                                              | 124                                                |
|                                                    |                                                    |                                                    |                                                    |                                                    |                                                    |                                                    |                                                    |                                                    |

Amsterdam 1934-1935 · 
Amsterdam 1935-1936 · 
Amsterdam 1936-1937 · 
Amsterdam 1937-1938 · 
Groningen 1938-1939 · 
Amsterdam 1939-1940 · 
Leeuwarden 1940-1941 · 
Amsterdam 1941-1942 · 
Den Haag 1942-1943 · 
Amsterdam 1943-1944 · 
Leeuwarden 1945-1946 · 
Den Haag 1946-1947 · 
Den Haag 1947-1948 · 
Amsterdam 1948-1949 · 
Amsterdam 1949-1950 · 
Delft 1950-1951 · 
Apeldoorn 1951-1952 · 
Maastricht 1952-1953 · 
Leeuwarden 1953-1954 · 
Haarlem 1954-1955 · 
Eindhoven 1955-1956 · 
Eindhoven 1956-1957 ·
Nijmegen 1958-1959 · 
Nijmegen 1959-1960 · 
Zwolle 1960-1961 · 
Tilburg 1961-1962 · 
Acht 1962-1963 · 
Eersel 1963-1964 · 
Groningen 1964-1965 ·
Roelofarendsveen 1965-1966 · 
Rotterdam 1966-1967 · 
Kerkrade 1967-1968 · 
Geldrop 1968-1969 · 
Hoensbroek 1969-1970 · 
Heeswijk-Dinther 1970-1971 · 
Wervershoof 1971-1972 · 
Hoensbroek 1972-1973 · 
Utrecht 1973-1974 · 
Ulestraten 1974-1975 · 
Terneuzen 1975-1976 · 
Hoensbroek 1976-1977 · 
Wijchen 1977-1978 · 
Wijchen 1978-1979 · 
Heesch 1979-1980 · 
Warffum 1980-1981 · 
Wijchen 1981-1982 · 
Uitgeest 1982-1983 · 
Sprundel 1983-1984 · 
Gemert 1984-1985 ·
Uitgeest 1986-1987 · 
Gorssel 1988-1989 · 
Wijchen 1993-1994 · 
Dongen 1994-1995 · 
Wijchen 1995-1996 · 
Alkmaar 1996-1997 · 
Hengelo(O) 1997-1998 · 
Daarlerveen 1998-1999 · 
Nijkerk 1999-2000 · 
Nijkerk 2000-2001 ·
Nijkerk 2001-2002 · 
Haaksbergen 2002-2003 · 
Wijchen 2003-2004 · 
Wijchen 2004-2005 ·
Wijchen 2005-2006 · 
Wijchen 2006-2007 · 
Haarlo 2007-2008 · 
Haarlo 2008-2009 ·  
Haarlo 2009-2010 ·
Haarlo 2010-2011 ·
Haarlo 2011-2012 · 
Welberg 2012-2013 · 
Haarlo 2013-2014 · 
Wijchen 2014-2015 · 
Afferden 2015-2016 · 
Haarlo 2016-2017 · 
Rumpt 2017-2018 · 
Haarlo 2018-2019 · 
nnb 2019-2020